# Johann Jakob Staub
Johann Jakob Staub (* 22. Juli 1783 in Richterswil, Schweiz; † 29. Januar 1852 in Paris) war ein berühmter Schweizer Schneidermeister in Paris.

## Leben
Staub wurde 1783 in Richterswil am Zürichsee geboren. 1799, nach der Konfirmation in Stäfa, begab er sich auf die Walz und arbeitete zunächst in Lyon. Er mag dort schon als selbständiger Schneider ein bescheidenes Vermögen erworben haben. Zwischen 1805 und 1810 etablierte sich Staub in Paris. Nach dem Ende der napoleonischen Herrschaft führte die Restauration zur Rückkehr zahlreicher adeliger Flüchtlinge. Damit begann eine Blütezeit für Schneidermeister, und Staub wurde als erfolgreicher Pariser „marchand tailleur“ bekannt. In den zwanziger Jahren beschäftigten seine beiden Häuser an der rue de la Victoire und der rue de Richelieu über hundert Arbeiter. Zwischen 1825 und 1837 wechselte Staub seine Geschäftsadresse von einer prominenten Lage zur anderen: 27 boulevard des Italiens, 1 rue de la Paix und schliesslich 30 avenue de l'Opéra.
Honoré de Balzac nennt Staub „le tailleur le plus célèbre de cette époque“ (in „La Comédie Humaine, Illusions Perdues“). Staub wird auch erwähnt in „Les Misérables“ von Victor Hugo, in „Le Rouge et le Noir“ von Stendhal, in „Le Vase Etrusque“ von Prosper Mérimée und in „Les Diaboliques - A un dîner d'athées“ von Jules Barbey d'Aurevilly. In den „Gedanken“ schreibt Heinrich Heine: „(In der Kunst) ist die Form alles, der Stoff gilt nichts; Staub berechnet für den Frack, den er ohne Stoff geliefert, denselben Preis, als wenn ihm das Tuch geliefert worden. Er lasse sich nur die Fasson bezahlen, und das Tuch schenke er.“

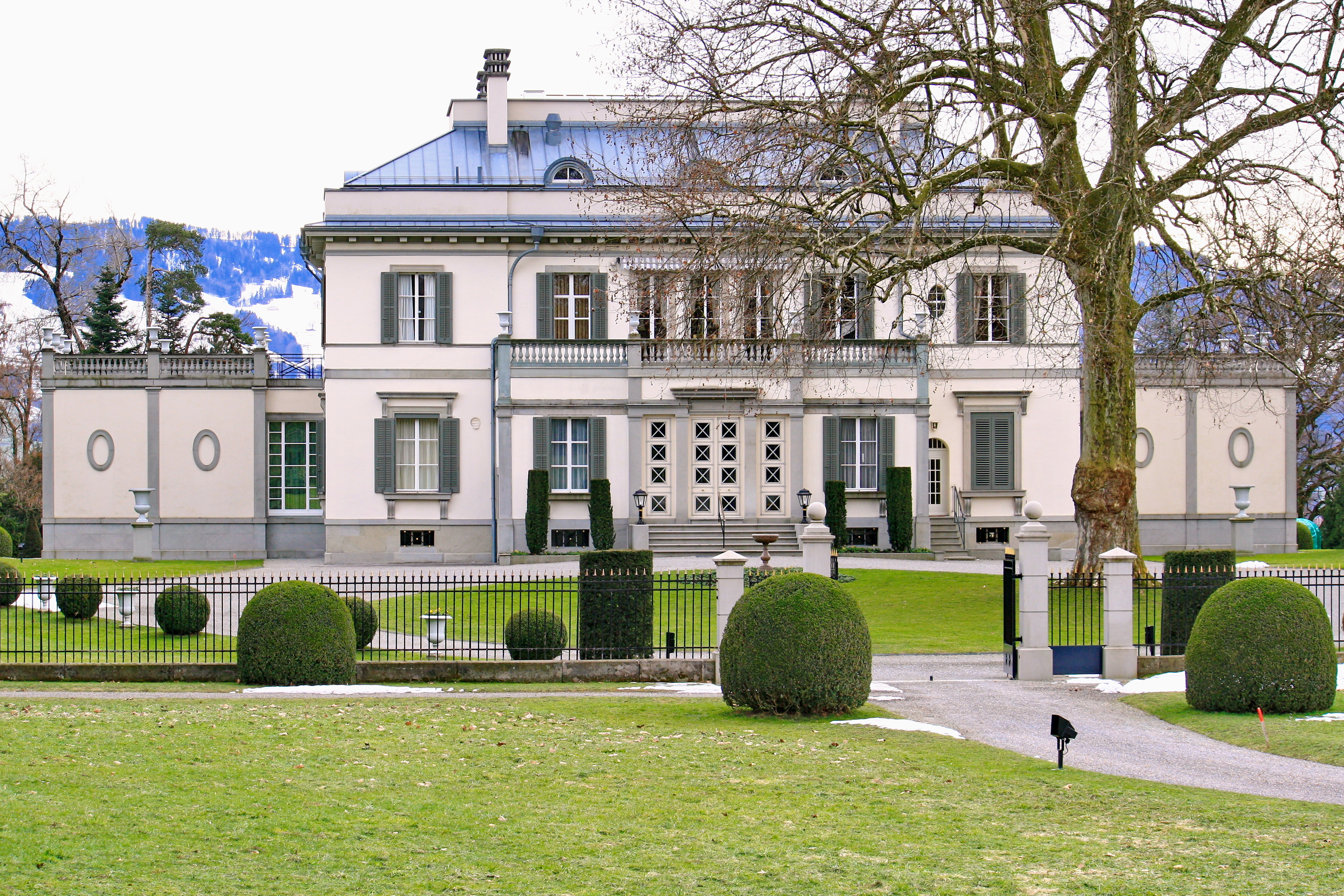
Der Landsitz auf dem Meienberg

Durch die Schneiderkunst schuf Staub den Grundstock seines grossen Vermögens, das er durch günstige Häuserkäufe und Geldgeschäfte vermehrte. 1823 erwarb er ein Grundstück auf dem Meienberg ob Rapperswil am Zürichsee, und 1828 erbaute er dort Schloss Meienberg, einen eleganten Landsitz in klassizistischem Stil. Staub und seine Familie vereinten später weitere Grundstücke am Meienberg zu einem weitläufigen Landschaftspark. 1824 heiratete Staub Joséphine Bourgeois. Staub zählte zu den Gönnern, den Bau der Reformierten Kirche Rapperswil ermöglichten. Staubs einzige Tochter, Françoise Annette Staub, heiratete 1836 Albert Braendlin, eidgenössischer Major und Teilhaber der Spinnerei Brändlin in Jona und am Uznaberg, wohnhaft in der Villa Grünfels unweit von Staubs Wohnsitz. Staub beteiligte sich an der Finanzierung des Ausbaus der Braendlinschen Spinnereien, die sich zwischen 1832 und 1860 zur zweitgrössten Gruppe der schweizerischen Baumwollindustrie entwickelten.